# Tin Široki
Tin Široki (Zagreb, 29. travnja 1987.) hrvatski je alpski skijaš.

## Životopis
Tin Široki rodio se u Zagrebu gdje je u skijaškom klubu Končar naučio skijati, postao član muške B reprezentacije Hrvatske 2004./05. i osvojio svoj prvi naslov prvaka Hrvatske.

## Značajniji rezultati
- 3. ožujka 2009. FIS utrka veleslaloma u Sljemenu - 3. mjesto
- 10. siječnja 2008. FIS utrka Super G-a u Radstadtu - 3. mjesto
- 20. prosinca 2007. FIS utrka veleslaloma u Kopeu - 2. mjesto
- 14. siječnja 2010. Utrka Svjetskog Kupa superkombinacije u Wengenu - 26. mjesto

## Velika natjecanja

### Olimpijske igre
- 2006. - Kombinacija, 26. mjesto

### Svjetska prvenstva
- 2009. - Spust, 23. mjesto
- 2009. - Superkombinacija, 14. mjesto

## Vanjske poveznice
- Životopis na CroSki.hr - Hrvatski skijaški savez
- Životopis na FIS-Ski  Arhivirana inačica izvorne stranice od 6. prosinca 2011. (Wayback Machine)
- HRT: Prvi bodovi za Širokog u Svjetskom kupu  Arhivirana inačica izvorne stranice od 27. lipnja 2010. (Wayback Machine)